# کیرشهایم آم نکار
کیرشهایم آم نکار (به آلمانی: Kirchheim am Neckar) یک شهر در آلمان است که در لودویگزوبورگ واقع شده‌است.

## خصوصیات
کیرشهایم آم نکار ۵٬۰۹۸ نفر جمعیت دارد.